# Redmi K60
O Redmi K60 é uma série de smartphones baseados em Android fabricados pela Xiaomi. Estes telemóveis foram anunciados em 27 de dezembro de 2022. A versão global do K60 foi lançada como POCO F5 Pro.

## Projeto

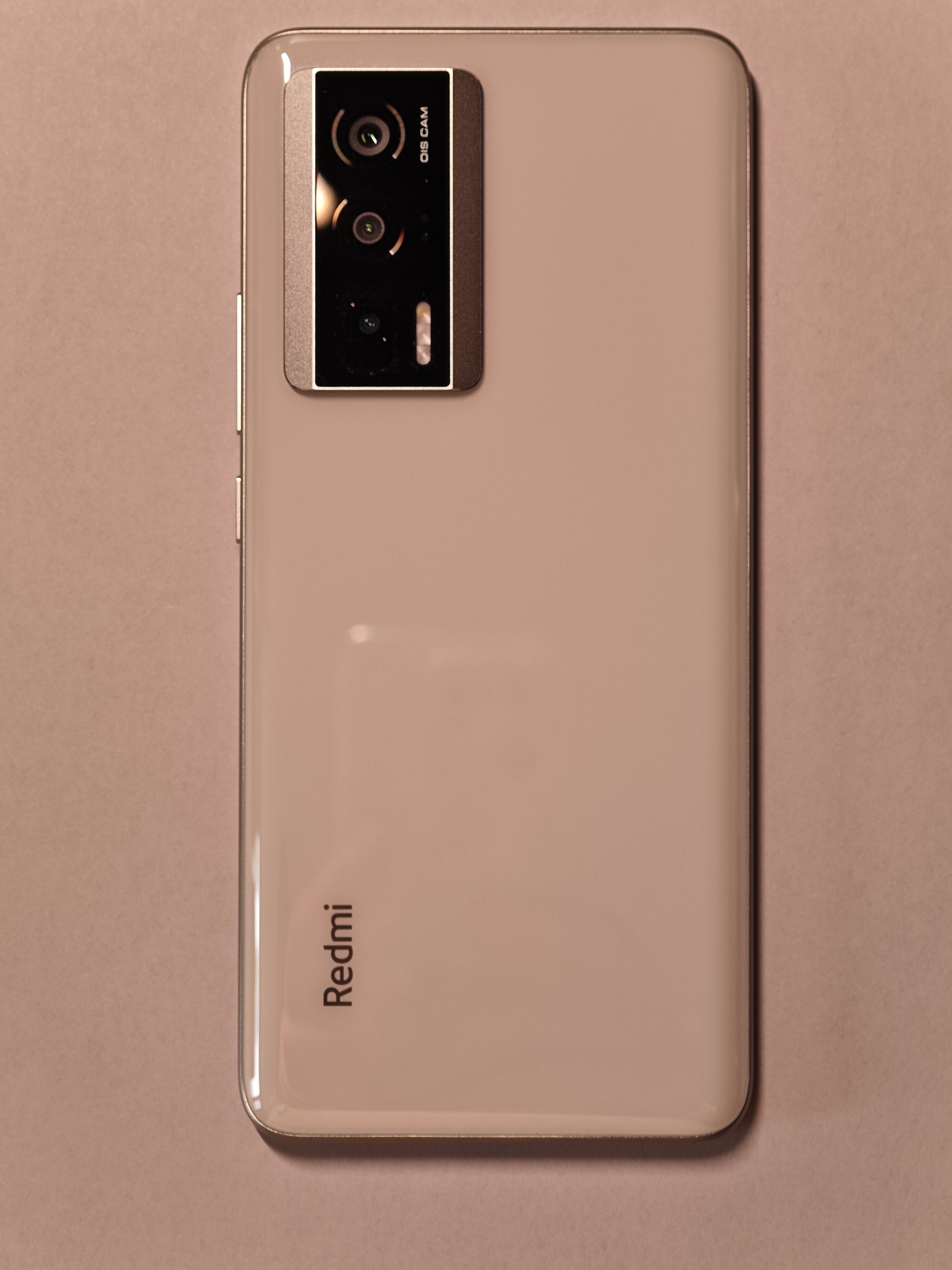
A parte traseira do Redmi K60 em Clear Snow

A parte frontal do Redmi K60, K60 Pro e POCO F5 Pro é feita de Gorilla Glass 5 e a parte frontal do Redmi K60E é feita de Gorilla Glass Victus. A estrutura é feita de policarbonato. A parte traseira é feita de vidro, couro artificial no Redmi K60 em Plain Blue ou couro artificial com tiras de vidro no Redmi K60 Pro Champion Performance Edition (a edição especial do Redmi K60 Pro).
Na parte inferior dos smartphones, o usuário pode encontrar uma porta USB-C, um alto-falante, um microfone e uma bandeja para dois SIMs. Na parte superior, há um transmissor infravermelho e um microfone adicional. À direita, estão o botão de volume e o botão liga/desliga, que também é o sensor de impressão digital do Redmi K60E.
O Redmi K60, K60 Pro e K60E estão disponíveis em três cores principais: Quiet Mango ( verde ; um pouco mais escuro no K60E), Clear Snow ( branco ) e Ink Feather (preto com padrões semelhantes a carbono nas bordas). Além disso, o Redmi K60 está disponível na cor Plain Blue com a parte traseira feita de couro artificial e o Redmi K60 Pro apresenta o Redmi K60 Champion Performance Edition, que sucede a Mercedes-AMG Petronas Formula One Team Edition do Redmi K50 Pro, embora sem a parceria com a Mercedes-AMG Petronas Formula One Team.
O POCO F5 Pro apresenta apenas a opção preta com padrões semelhantes a carbono nas bordas e a opção branca.

## Especificações
O Xiaomi Redmi K60 está disponível com 8/12/16 GB de RAM e 128/256/512 GB de ROM. O Redmi K60 tem uma bateria não removível de 5500 mAh com carregamento rápido de 67 W. Este dispositivo está a funcionar com o Android 13 e é alimentado pelo chipset Qualcomm SM8475 Snapdragon 8+ Gen 1 (4 nm).
O telemóvel Xiaomi Redmi K60 tem uma configuração de câmara tripla na parte traseira. Esta formação consiste em 48 MP + 8 MP + 2 MP. Tem uma câmara selfie de 20 MP dentro do entalhe do ecrã. A capacidade de gravação de vídeo é de 8K@24 fps, 4K@30/60 fps, 1080p@30/60/120/240/960 fps, 720p@1920 fps, giroscópio-EIS. Tem 8 GB de RAM e 256 GB de ROM. Por outro lado, não tem um slot dedicado para cartões microSD. O Redmi K60 tem uma ranhura dupla para cartões nano-SIM. Ou seja, o Redmi K60 é compatível com 2G/3G/4G/5G. O sensor de impressões digitais encontra-se sob o ecrã.
Entre as outras caraterísticas, há WLAN, Bluetooth, GPS, desbloqueio facial, porta USB e um browser.